# CC 72000
,,,
Les CC 72000 forment une série de locomotives Diesel-électriques, construites à 92 exemplaires, pour la Société nationale des chemins de fer français par Alstom. Ce sont les locomotives Diesel les plus puissantes de la SNCF. Trente d'entre elles sont devenues des CC 72100, par re-motorisation.

## Description
Elles ont été commandées le 29 décembre 1965 ; la première a été mise en service le 20 décembre 1967 au dépôt de Rennes et la dernière le 21 juin 1974. Leur design est dû à Paul Arzens.
Les vingt premières de la série n’atteignaient que 140 km/h, la vitesse maximale des suivantes (ainsi que de la 72017 après une réparation à la suite d'un incendie[réf. nécessaire]) a été rehaussée à 160 km/h. Trente d’entre elles ont été re-motorisées et renumérotées, entre 2002 et 2004, dans la tranche CC 72100 (en conservant leur numéro d'ordre initial) ; trente six autres ont été radiées, dont douze en 2005. Par ailleurs, les 72001 à 72020, plus lentes, ont été soit radiées soit affectées au Fret. Six d'entre elles (72003, 72009, 72018, 72020, 72027 et la 72085) ont été vendues à l'ONCF, les chemins de fer marocains. Les dernières CC 72000 françaises sont affectées à Nevers. Leur coût de maintenance élevé ainsi que leur limitation à 85 km/h sur le rapport de réduction marchandises ont accéléré la fin de leur carrière. La puissance de leurs moteurs SACM AGO était de 2650 kW avec 2250 kW aux jantes tout comme les CC 72100,.
En service international, les CC 72000 ont desservi régulièrement les villes suisses de Bâle et de Genève avec les dessertes Paris - Bâle via Mulhouse et Valence - Genève via Grenoble. Sur cette dernière relation les CC 72000 tractaient des compositions allant jusqu'à quatorze voitures Corail les vendredis et dimanches. Au service Fret, elles se sont rendues épisodiquement en Belgique et au Luxembourg. Elles ont également tracté en service intérieur les trains allers et retours Grenoble - Nantes ou Grenoble - Bordeaux (« Le Ventadour »), relations assurées de bout en bout qui comptèrent parmi leurs plus longs parcours en service voyageurs.
En décembre 2009, les CC 72000 ont effectué leurs dernières prestations commerciales régulières sur la transversale Nantes - Tours - Lyon, où elles furent remplacées par des X 72500. Toutefois, une des principales raisons de leur retrait, outre leur âge, est la pollution générée par leurs moteurs Diesel non compatibles avec les nouvelles normes UIC européennes. Depuis 2009, seules subsistent au parc les 72049, 72074 et 72084, versées à l'activité Matériel. Elles sont utilisées principalement pour l'acheminement dans un dépôt ou à la casse de matériel radié ou lors des campagnes d'essais de nouveau matériel. De façon plus rare, elles remplacent, sur la ligne 4, les CC 72100 défaillantes jusqu'au retrait complet des compositions tractées en avril 2017.
Les CC 72000 sont reconnaissables au bruit de leur moteur, qui donne la mesure de leur puissance.

## Histoire et service
Les premières locomotives diesels de lignes françaises des années 1960 ne permettent pas de remplacer de façon économique la traction vapeur : la puissance fournie est trop faible, ce qui complique le service sur les lignes non électrifiées qui voient passer des trains de passagers express de 850 tonnes et de marchandises de 1 500 tonnes. Il y a aussi le problème du chauffage des trains de voyageurs : pour augmenter la température de la rame de 15° par rapport à l’extérieur, il faut parfois abaisser la vitesse de 82 à 78 km/h. C’est pour satisfaire à ces problèmes que la CC 72000 fut mise en service. Le 12 avril 1968, la CC 72002 est venue à Grenoble pour y effectuer des essais sur la ligne des Alpes de Grenoble à Veynes.
Les CC 72001 à 72016 et 72018 à 72020 étaient aptes à 140 km/h, les CC 72017 et 72021 à 72092 étaient aptes à 160 km/h. On les voyait ainsi en tête de trains rapides, bien adaptées à prendre le relais de la traction vapeur sur les lignes non électrifiées. Cependant, elles furent surtout utilisées pour des trains de longue distance, comme Quimper - Toulouse via Nantes et Bordeaux, Lyon-Perrache - Marseille via Grenoble et Veynes (ligne des Alpes), Valence - Genève via Grenoble (ligne de Grenoble à Montmélian), Genève - Marseille et Genève - Nice via Grenoble (de Genève à Valence), Saint-Gervais - Nice (avec traction des trains de Chambéry à Valence), Grenoble - Nantes et Lyon - Nantes, Grenoble - Bordeaux et Lyon - Bordeaux, Reims - Dijon via Châlons-en-Champagne, Paris-Montparnasse - Nantes, Paris-Est - Belfort, Paris-Est - Bâle ou encore Paris-Austerlitz - Clermont-Ferrand.
Les CC 72000 ne connurent pendant leurs carrières que les dépôts de Rennes, Chalindrey, Vénissieux et Nevers. Les CC 72100 sont toutes basées à Chalindrey. En 2009, seuls les dépôts de Nevers et de Chalindrey étaient encore dotés de ce type de locomotives dont certaines ont été revendues au Maroc. Les CC 72000 connurent leurs heures de gloire avec la traction des Trans-Europ-Express (TEE) « Jules Verne » Paris-Montparnasse - Nantes (395,1 km) créé le 28 septembre 1975, et « L’Arbalète » Paris-Est - Zurich jusqu’à Bâle à partir du 28 septembre 1969 et jusqu’au 26 mai 1979, ainsi que du train « Ventadour » Bordeaux - Grenoble via Brive-la-Gaillarde et Lyon. Avant l’électrification, les CC 72000 assuraient la traction des grands rapides de la ligne Paris Gare de Lyon - Clermont-Ferrand : l’Arverne, le Bourbonnais, le Thermal et le Cévenol. En service international, les CC 72000 ont desservi régulièrement les villes suisses de Bâle et de Genève.
La CC 72000 avait quand même ses limites. Aux heures de pointe du vendredi soir et dimanche soir, où les trains sont généralement plus lourds car complets, il y avait un manque de puissance et il fallait fréquemment la remplacer par deux locomotives des séries BB 67400, avec pour conséquence le ralentissement de la marche de 160 à 140 km/h, en partie compensé par la nervosité plus importante des 67400, et une consommation accrue de carburant pour les deux machines. Aux mêmes heures de pointe, elles quittaient à certaines époques Lyon en direction de Nantes, par St Etienne ou le Col des Sauvages, assistées d'une locomotive diesel ou électrique en double traction.
À titre d’essai en 1987, le moteur fut remplacé sur quelques-unes des locomotives par un SEMT Pielstick de type V12 PA 6, qui peut fournir 3 100 kW à 1 050 tr/min. Seules les 72044 et 72075 ont été modifiées de la sorte.
- En 1972, des CC 72000 du dépôt de Vénissieux effectuent la traction d’un train quotidien entre Lyon-Perrache et Marseille via Grenoble et Veynes par la ligne des Alpes. Ce service resta exceptionnel et n’aura duré qu’un seul été. En effet, en raison du grand gabarit des CC 72000, lors de leur passage dans le tunnel du Grand Brion (long tunnel en « S » et à gabarit étroit) au-dessus de la gare de Vif, les gaz d’échappement refoulaient à l’intérieur des engins en étouffant le moteur thermique.
- En 1974, la construction des CC 72000 est stoppée en raison du choc pétrolier de 1973. Les prix du kWh ont trop augmenté, passant de 4 centimes avant 73 à 12, 20, puis 30 centimes.
- Le 1er octobre 1978, la CC 72084 pavoisée (et basée au dépôt de Vénissieux) a assuré la traction du train spécial du centenaire de la ligne des Alpes avec un aller-retour entre Grenoble et Veynes.
- Le 26 décembre 1996, la locomotive diesel CC 72067, en livrée bleue et blanche, tracte le train Corail Grenoble - Nantes via Lyon-Part-Dieu, Bourges, Vierzon, Tours, Saumur et Angers.
- Le 29 juin 1999, la locomotive diesel CC 72070, en livrée bleue et blanche, tracte le train Corail Genève - Valence via Bellegarde, Aix-les-Bains, Chambéry et Grenoble.
- Le 12 août 2003, la locomotive diesel CC 72059, en livrée bleue et blanche, tracte le train 4490/1 « Le Ventadour » Bordeaux - Grenoble via Clermont-Ferrand et Lyon-Part-Dieu.
- En 2009, les dernières CC 72000 en service sont utilisées pour le fret et les Intercités ; les CC 72100 tractent encore les Intercités sur Paris - Mulhouse via Troyes et Belfort ainsi que des TER Reims - Dijon via Châlons-en-Champagne.
- Le 13 décembre 2009, les CC 72000 restantes ont assuré leurs derniers trains réguliers sur la transversale Nantes - Lyon et ne sont plus utilisées à ce jour (août 2011) que comme machines de réserve.
- À l’automne 2011, pour pallier l’indisponibilité des BB 15000 et CC 72100 sur les trains Intercités au départ de Paris-Est, les CC 72074 et 72084 effectuent un retour aussi remarqué qu’inattendu en tête de trains sur l’axe Paris - Mulhouse via Troyes et Belfort.

Avec les nouvelles réglementations UIC antipollution, les dernières CC 72000 sont retirées du service, la plupart d’entre elles ont été revendues à l'ONCF (Office National des Chemins de fer Marocains). Ne devraient subsister que les CC 72100 re-motorisées.
- Le 18 janvier 2012, la CC 72084 assure à Paris un train exceptionnel composé d’une voiture Club 32 sur la Petite Ceinture. Acheminée depuis Juvisy par les voies du RER C, elle marque un arrêt à la station Invalides afin d’embarquer les membres de l'association propriétaires des voitures à dégarer et les agents de manœuvre et de sécurité SNCF. Au boulevard Victor-Pont du Garigliano, elle manœuvre pour emprunter la Petite Ceinture. Sa mission sera alors de récupérer les 4 voitures BAR Corail stationnées dans le tunnel de la gare de Vaugirard. Ces 4 voitures seront ensuite acheminées vers la gare de la Glacière-Gentilly. La CC 72084 et sa voiture Club 32 repartiront ensuite sur la Petite Ceinture vers le boulevard Victor avant d’emprunter de nouveau les voies du RER C afin de rentrer à son dépôt. Les quatre voitures Corail seront à terme repositionnées dans le tunnel de la porte d'Ivry[7].

## Machines particulières

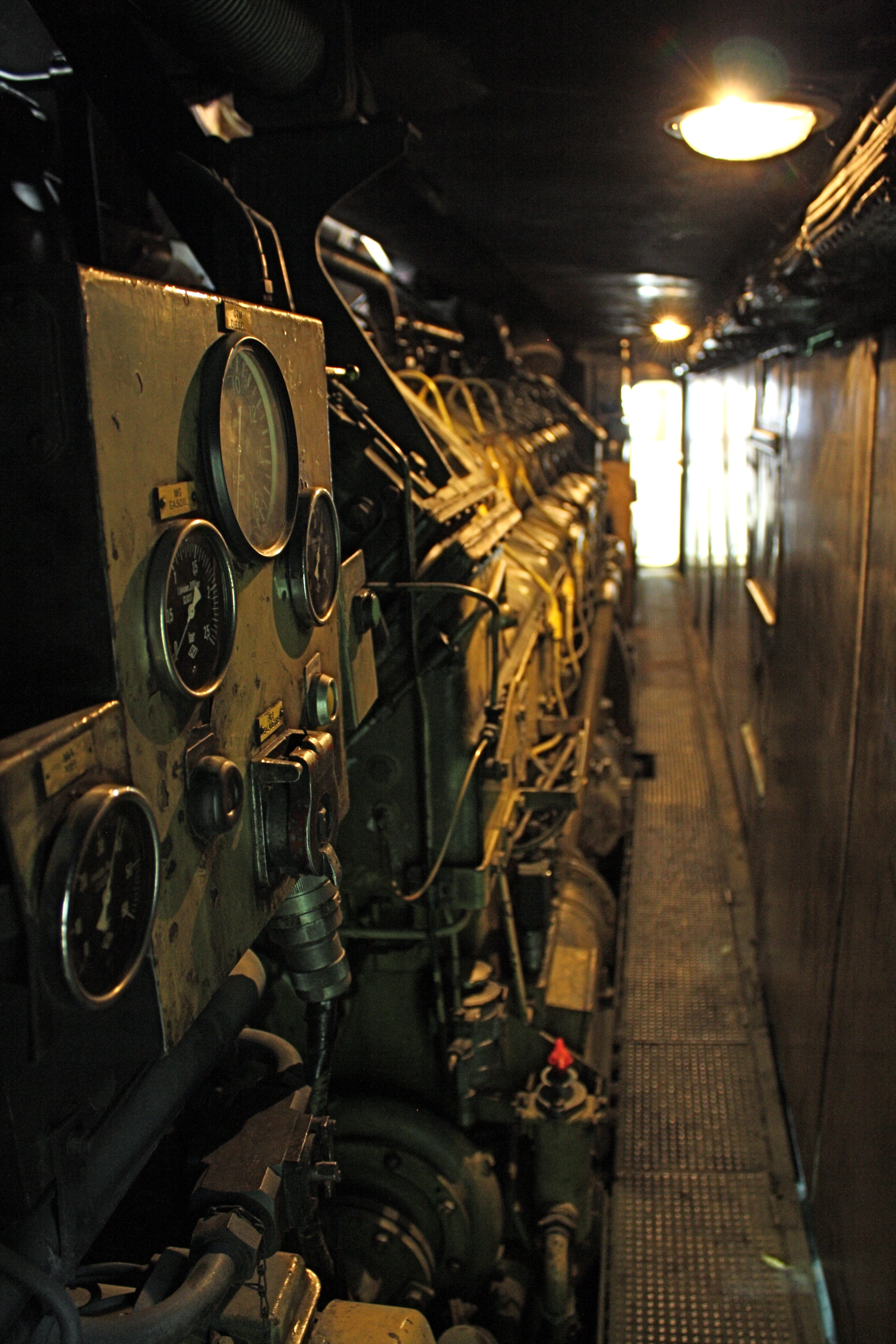
Moteur Diesel AGO V16 ESHR.

- CC 72006 : cette machine est la seule locomotive de la série à avoir reçu la livrée Isabelle à la suite d'un passage en grande révision générale en novembre 1995. En mars 2002, elle a été repeinte en livrée Fret, avec laquelle elle finit sa carrière.
- CC 72030 (blasonnée Chalindrey et devenue CC 72130) a reçu 4 livrées : la livrée bleue d'origine, la livrée Bleu Blanc Rouge (livrée unique sur un engin à l'occasion du bicentenaire de la Révolution française, l'été 1989), la livrée Multi-services rouge et enfin la livrée En voyage en devenant CC 72130. Elle est également la locomotive diesel française totalisant le plus de kilomètres parcourus depuis sa mise en service (plus de 9 millions de km lors de sa radiation le 23 octobre 2017[8]).
- CC 72046 : cette machine fut la première CC 72000 retirée du service le 26 septembre 1982[9]. Elle fut détruite lors d'une collision avec un convoi exceptionnel sur un passage à niveau à Ancenis[10] le 22 juin 1982[9]. Malgré les dégâts très importants (locomotive pliée et cabine avant enfoncée) le conducteur eut la vie sauve en se réfugiant dans le compartiment moteur. Le blason "Amplepuis" qu'elle portait fut alors apposé sur la CC 72061, puis la CC 72084[10].
- CC 72061, 72062, 72064 : ont été équipés pour la traction du TGV Atlantique pour la desserte « TGV Vendée » des Sables-d'Olonne (attelage Scharfenberg…) à compter du 28 mai 2000[11] jusqu'à sa suppression le 11 décembre 2004. Du fait de leur moindre utilisation, ces trois machines ont fait partie du dernier carré de la série en service commercial le 13 décembre 2009.

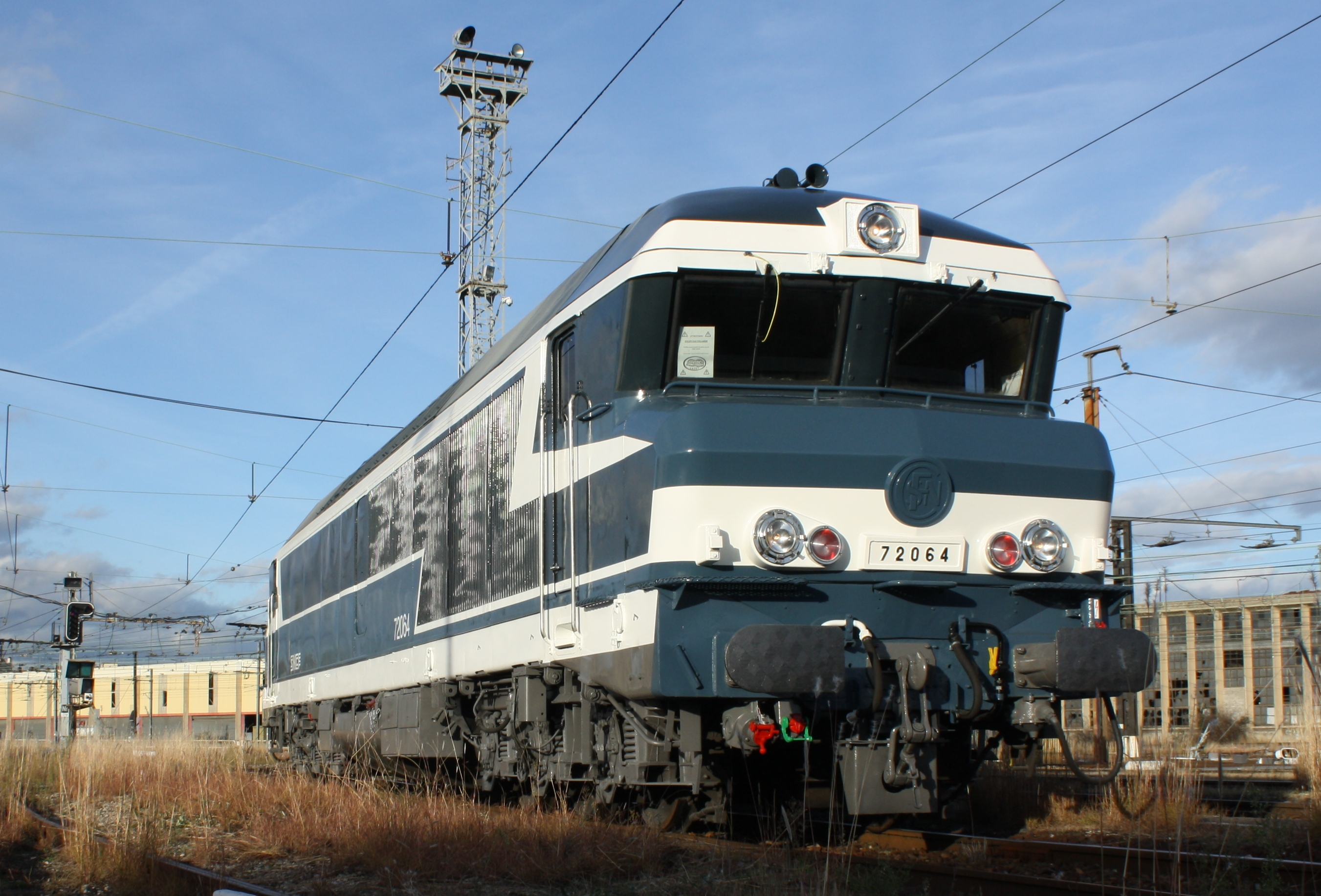
La CC 72064, préservée par l'ARCET.

- C 72064 : dernier 72000 à moteur AGO à avoir roulé en service commercial régulier[12] entre Lyon et Tours.
- CC 72049 et 72074 : ces machines servent uniquement pour les trains de l'AEF (Agence d'Essais Ferroviaire) et font des acheminements spéciaux et des essais dans toute la France.
- La 72075 : équipée du moteur 12PA6 280 de chez Pielstick d'une puissance de 4800CV. Remise au type avec le moteur AGO V16 elle servira de banc d'essai pour le moteur 16PA4-200. Elle sera de nouveau remise au type AGO V16. Lors de la transformation en 72100 elle recevra à nouveau un moteur 16PA4-200. Elle a donc eu 5 motorisations successives au cours de sa carrière.
- CC 72084 : toujours en circulation et conservée en état d'origine, avec le macaron peint en rouge, seules les plaques latérales et le blason ont été ôtés. Cette machine a tracté le 1er octobre 1978 le train du centenaire de la ligne des Alpes entre Grenoble et Veynes. Affectée aux acheminements spéciaux, elle a également tracté le Train du Rugby, train-expo faisant la promotion de la Coupe du Monde 2007, pendant l'année 2006 dans toute la France, profitant de cette occasion pour être remise en peinture mais avec poses du nouveau logo SNCF et d'autocollants du rugby de façon transitoire, avant de retourner à l'état d'origine. Elle est affectée à la Cellule des matériels radiés (CMR). À terme, elle devrait intégrer les collections de la Cité du Train de Mulhouse à la fin de son service[13].

## Les dépôts titulaires
Répartition des 2 locomotives au 23 mars 2025
| STF | Désignation   | Ville      | Nombre de machines |
| --- | ------------- | ---------- | ------------------ |
| SLI | STF Infrarail | Chalindrey | 3 locomotives      |

## Lignes desservies

### Anciens services de voyageurs
- Le TEE Jules Verne ou autres express (Paris-Montparnasse - Nantes).
- Paris-Est - Troyes - Chaumont - Culmont-Chalindrey - Belfort - Mulhouse - Bâle, en service international.
- Valence - Grenoble - Chambéry - Bellegarde - Genève, en service international.
- Le Catalan Talgo Genève - Barcelone, entre Chambéry et Valence via Grenoble, en service international.
- Le Rhodanien Genève - Marseille, entre Chambéry et Valence via Grenoble, en service international.
- Bâle - Nice, entre Genève et Valence via Grenoble, en service international.
- Le Ventadour ou train de nuit Bordeaux - Clermont-Ferrand - Lyon-Part-Dieu - Lyon-Perrache ou Grenoble.
- L'Aubrac Paris - Béziers, entre Paris et Neussarges voir Aurillac[14].
- Le Thermal Paris - Nevers - Clermont-Ferrand - Le Mont-Dore.
- Paris - Brest et Saint-Malo.
- Paris - Quimper (jusqu'au samedi 23 septembre 1989 par la suppression de la paire de train 3707/06 qui concerne ligne Auray - Quiberon ci-dessous avec le train de nuit tracé via Rennes au prochain service d'hiver qui l'est par Nantes de celui de l'été qui fait validité[15].
- Paris-Vaugirard (pour le train de jour régulier tracé via Rennes hors Samedi, dimanche et fêtes ainsi que le supplémentaire par Nantes qui diffèrent de celui de la nuit est à Montparnasse - Quiberon[16],[17],[9] avec ce dernier itinéraire), déjà mis sous cette forme pendant les jours de pointes des vacances d'hiver pour le premier[18] et tous les soirs pendant celle de Pâques[19] en ce qui concerne le dernier puisqu'ils sont respectivement tri-tranches avec Lannion et Saint-Malo sauf en ce qui concerne le supplémentaire été 1990 et 1991[16] uniquement ainsi que Pornic et Les Sables-d'Olonne pour le nocturne d'origine ce qui présage et augure les futures conférences horaires de l'extension avec le TGV Atlantique des cinq années qui précédent la première saison citée[19].
- Paris - Remiremont, de Nancy à Remiremont, relayant ainsi une locomotive électrique à Nancy.
- Paris-Nord - Calais-Ville (uniquement entre Amiens et Calais-Ville), Calais Maritime et Boulogne Maritime de 1970 à 1995.
- Paris-Nord - Beauvais.
- Paris-Nord - Laon - Hirson.
- Quimper - Lorient - Vannes - Nantes - La-Roche-sur-Yon - La Rochelle - Rochefort - Saintes - Bordeaux - Toulouse.
- Quimper - Marseille sur le parcours jusqu'à Bordeaux.
- Quimper - Vintimille sur le parcours Nantes - Bordeaux[14].
- Amiens - Reims.
- Reims - Épinal.
- Reims - Châlons-en-Champagne - Saint-Dizier - Chaumont - Culmont-Chalindrey - Dijon.
- Nantes - Angers - Saumur - Saint-Pierre-des-Corps - Vierzon - Bourges - Saincaize - Moulins - Saint-Germain-des-Fossés - Roanne - Lyon avant électrification de la ligne de Tours à Saint-Nazaire. Pour le Rhône-Océan tracé via Saint-Etienne les relais de machines s'effectuent à Tours dans les deux sens. Un train avec origine ou destination Tours est prolongé jusqu'à Bourg-Saint-Maurice pendant les vacances d'hiver et de printemps en UM de BB 67300/400 dans ces cas la ainsi qu'une prise en charge d'un Paris-Austerlitz - Angers-Saint-Laud avec cette première gare.
- Nantes - Le Croisic avec les express de Paris et Lyon-Perrache.
- Nantes - Pornic (Prise en charge des express de Paris)
- Nantes - Les-Sables-d'Olonne (Prise en charge des express de Paris)
- Tours - Paris-Austerlitz via Vendôme[8] (les vendredi soirs)
- Lyon-Perrache - Saint-Etienne - Roanne - Tours[14].
- Bordeaux - Coutras - Périgueux - Limoges - Saint-Sulpice-Laurière[14].

- Grenoble ou Lyon-Perrache - Lyon-Part-Dieu - Tours[14] après électrification de la ligne de Tours à Saint-Nazaire.

- Lyon-Perrache - Grenoble - Veynes - Marseille (uniquement pendant l'été 1972).
- Valence - Grenoble - Chambéry - Aix-les-Bains - Rumilly - Annecy.
- Valence - Grenoble - Chambéry - Aix-les-Bains - Bellegarde-sur-Valserine - Genève, en service international.
- Chambéry - Bourg-Saint-Maurice (avant électrification).
- Nancy - Belfort.
- Strasbourg - Nice, de Mulhouse ou Belfort avec relais à Lyon-Perrache (rapide de jour Le Rouget de l'Isle ou autre trains de nuits).
- Strasbourg - Lyon-Perrache idem.

### Anciens services de marchandises
- Paris - Troyes - Belfort - Mulhouse.
- Lyon - Grenoble.
- Vénissieux - La Buisserate (Grenoble).
- Nevers - Montchanin - Dijon.
- Riom - Châtel-Guyon.
- Saint-Germain-des-Fossés - Vichy.
- Saint-Germain-des-Fossés - Puy-Guillaume.
- Saint-Germain-des-Fossés - Moulins-sur-Allier.
- Vierzon - Saint-Pierre-des-Corps.
- Vierzon - Saint-Amand-Montrond.
- Vierzon - La-Guerche-sur-l'Aubois - Marseilles-lès-Aubigny.
- Petite ceinture à Paris.
- Portes-lès-Valence - Valence - Grenoble.
- Chambéry - Grenoble.
- Saint-Étienne - Saint-Germain-des-Fossés.
- Le Mans - Saint-Pierre-des-Corps.
- Grande Ceinture Nord parisienne.
- Creil - Beauvais.
- Corbeil - Malesherbes.
- Moulins - Dompierre-sept-fons[14]
- Sibelin - Digoin[14] (en pousse attelée avec une double unité multiple de BB 67400)
- De nombreuses lignes à voie unique dans plusieurs régions (Rhône-Alpes, Champagne-Ardenne, Centre, etc.).

## Préservations
- CC 72029 : préservé en livrée Fret à la Cité du train de Mulhouse. Il est exposé dans l'espace extérieur, ouvert au public tous les jours d'avril à septembre.
- CC 72064 : préservé par l'Association Rhône-Alpine de Conservation d’Engins Thermiques (ARCET) depuis Août 2010. Après plus de cinq années d'arrêt, son moteur a été redémarré pour la première fois le 3 mars 2015[20]. Les travaux pour obtenir son habilitation à effectuer des circulations historiques sont en cours.

## Hommage architectural
À Sotteville-lès-Rouen, ville ayant un important passé ferroviaire, un immeuble a été construit en forme de CC 72000. Il est d'ailleurs nommé résidence CC.

## Culture
La gare de La Souterraine apparaît dans le film de Patrice Chéreau Ceux qui m'aiment prendront le train. A la 25e minute de ce film, la première vue complète du train permet de constater qu'il est tracté par une CC 72000. Pourtant, à la 39e minute de ce film, l'unique vue complète du train qui repart de la gare de La Souterraine est tracté par une BB 67400 (gros plan sur la locomotive à la 40e minute sans que le numéro de série soit lisible).
La CC 72028 bleue est visible en tête d'un train TEN dans le vidéoclip du titre Tes yeux noirs du groupe Indochine.

## Versions dérivées

### DF 100
Les DF 100 sont des locomotives Diesel-électriques dérivées des CC 72000 et destinées à l'ONCF.

### CP Série 1900 et 1930
Les séries 1900 et 1930 sont des locomotives Diesel-électriques dérivées des CC 72000 et destinées aux CP.

## Modélisme
Ces locomotives ont inspiré plusieurs fabricants :
- Échelle 0 : Fulgurex, JMG[22], Lemaco, Métropolitan[22].
- Échelle HO : Jouef (les CC72001 avec châssis en deux versions, CC72030 en livrée "Corail Plus", CC72065 avec logo à casquette, CC72067 avec logo nouille ainsi que la CC72080[23] et CC72091 avec logo en relief[24]) , Gérard TAB (les CC72006 (Isabelle), CC72022, CC72056, CC72067 (Fret), CC72068 (Corail+), CC72071, CC72079, CC72080[25], CC72083 (Fret)), Lima, Philibert Modélisme sur base Jouef en version bleue Isabelle[26], Rivarossi et Roco.
- Échelle N : Transmondia[27], Minitrix, TrainsN'co[28]Arnold.
- Échelle Z : Azar-Models    https://azar-models.com

## Galerie

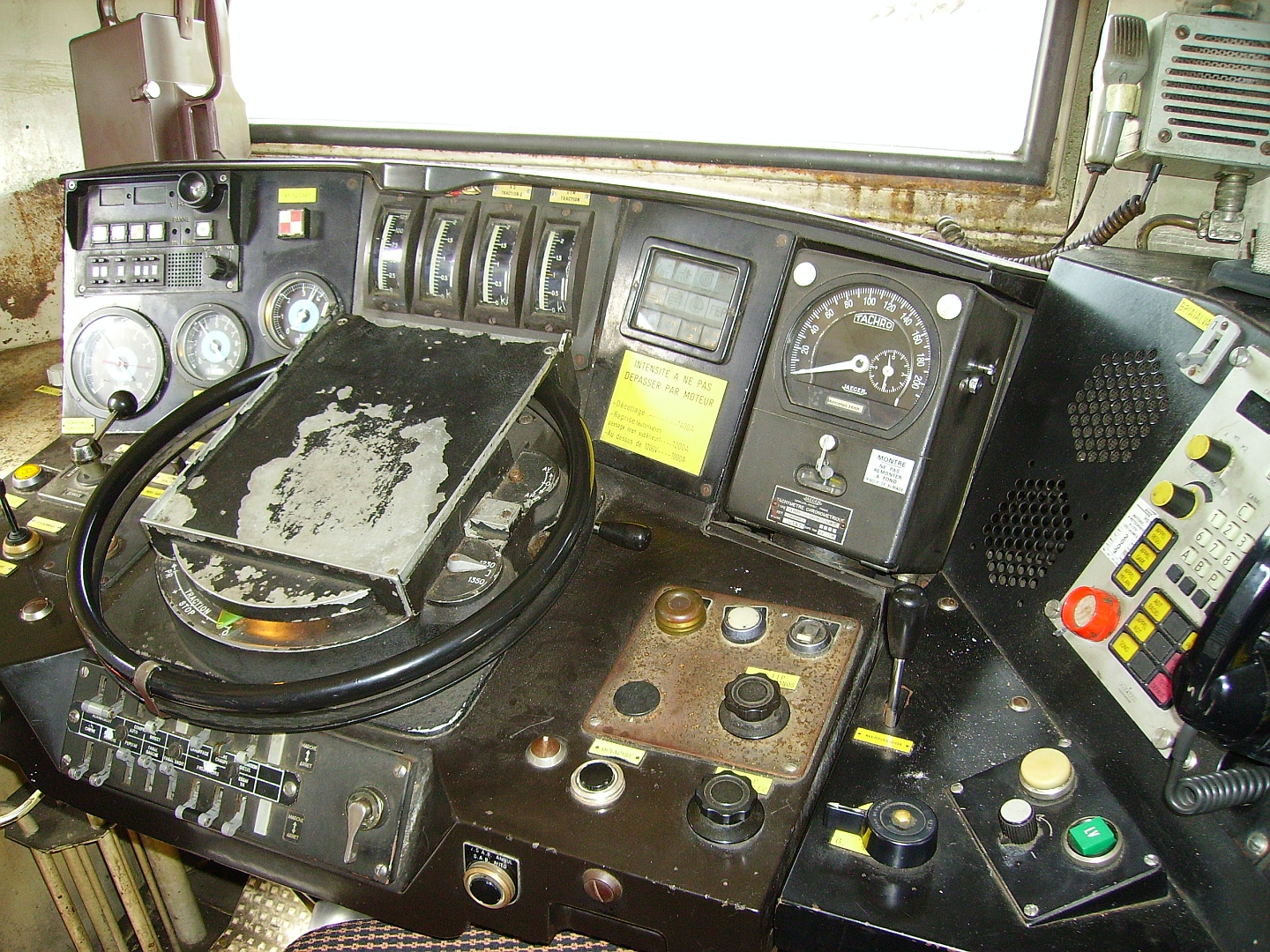
Pupitre de conduite de la 72084.
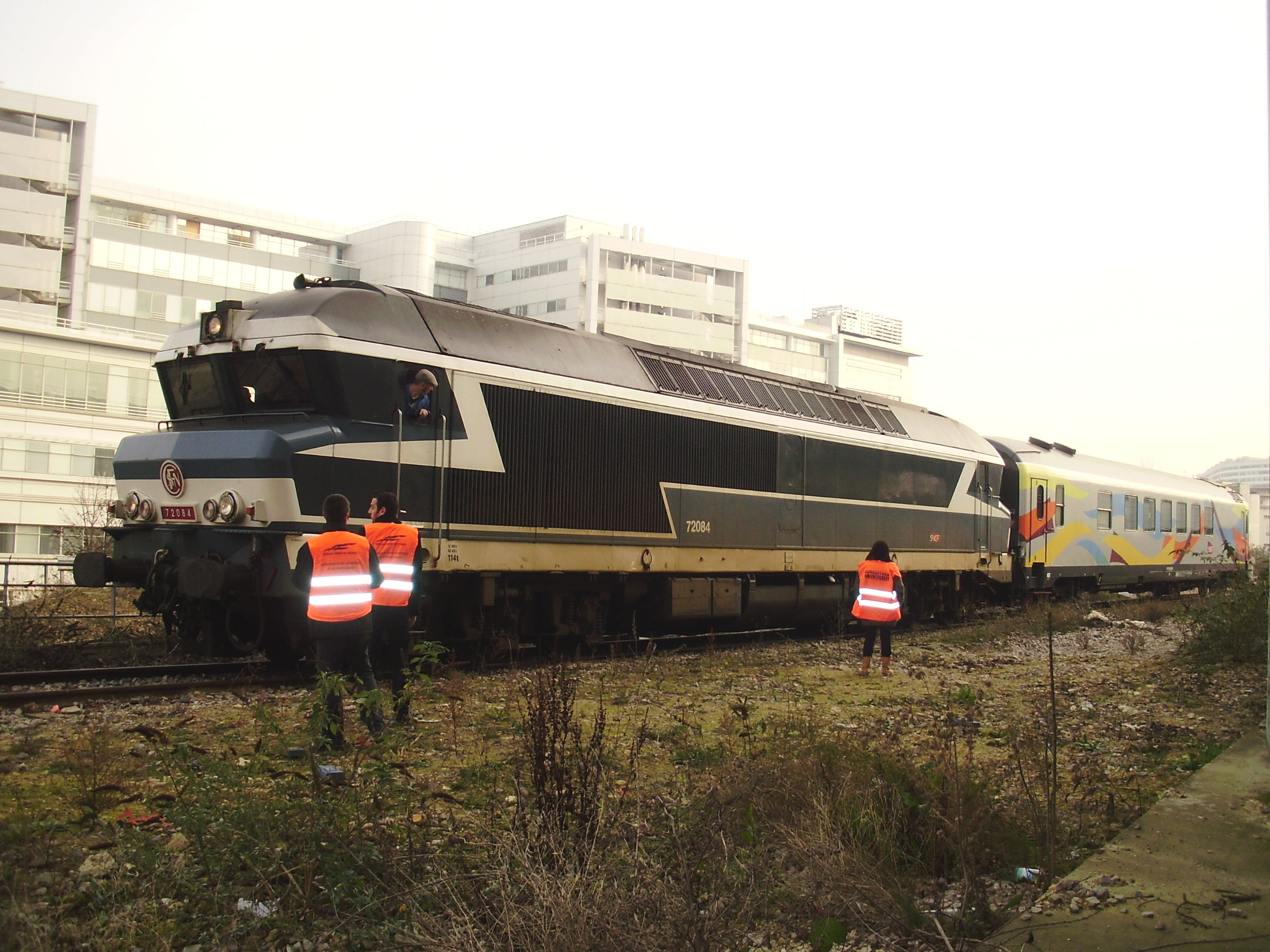
La 72084 sur la Petite Ceinture (Paris) le 18 janvier 2012.
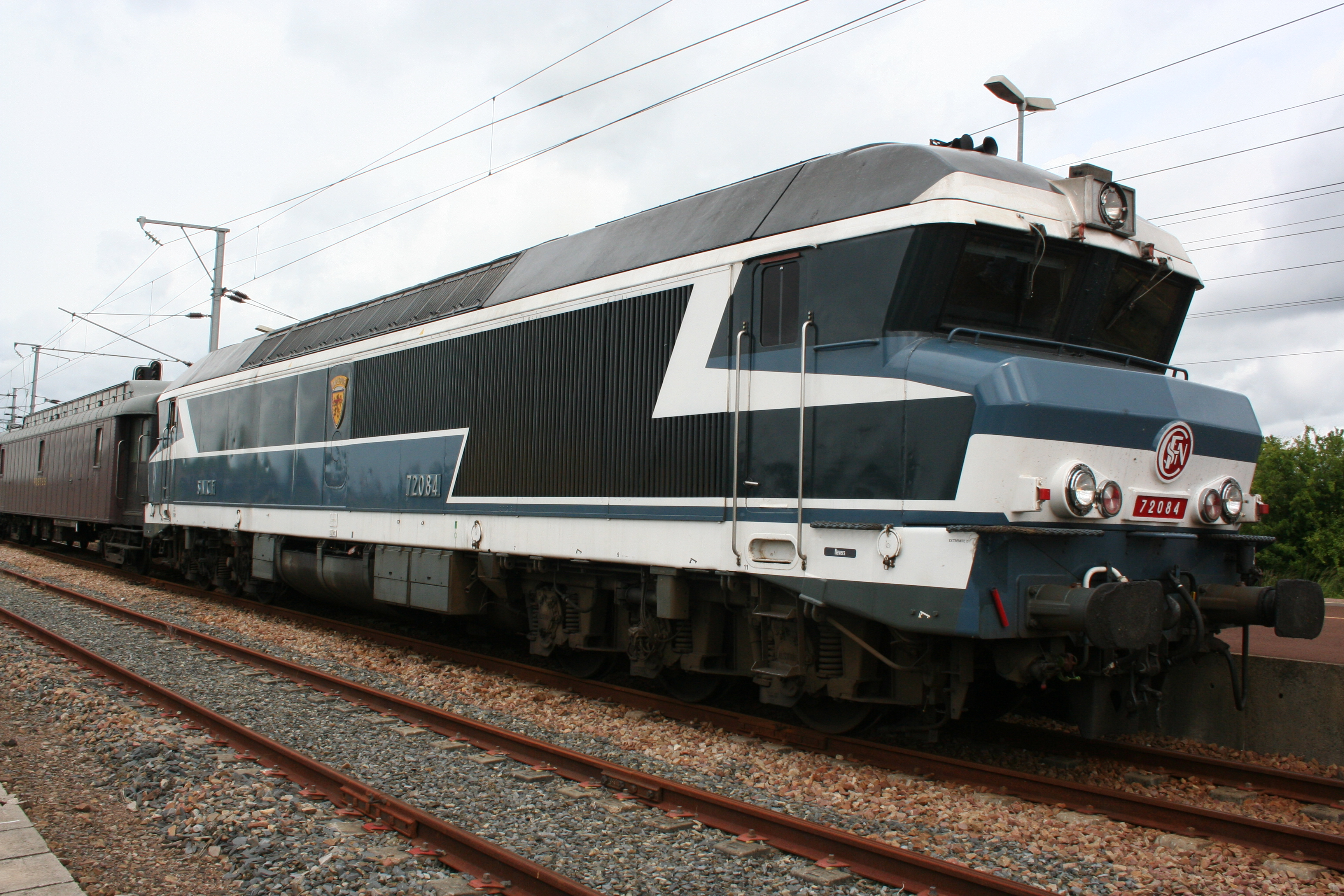
La 72084 en gare de Lison (juin 2009).
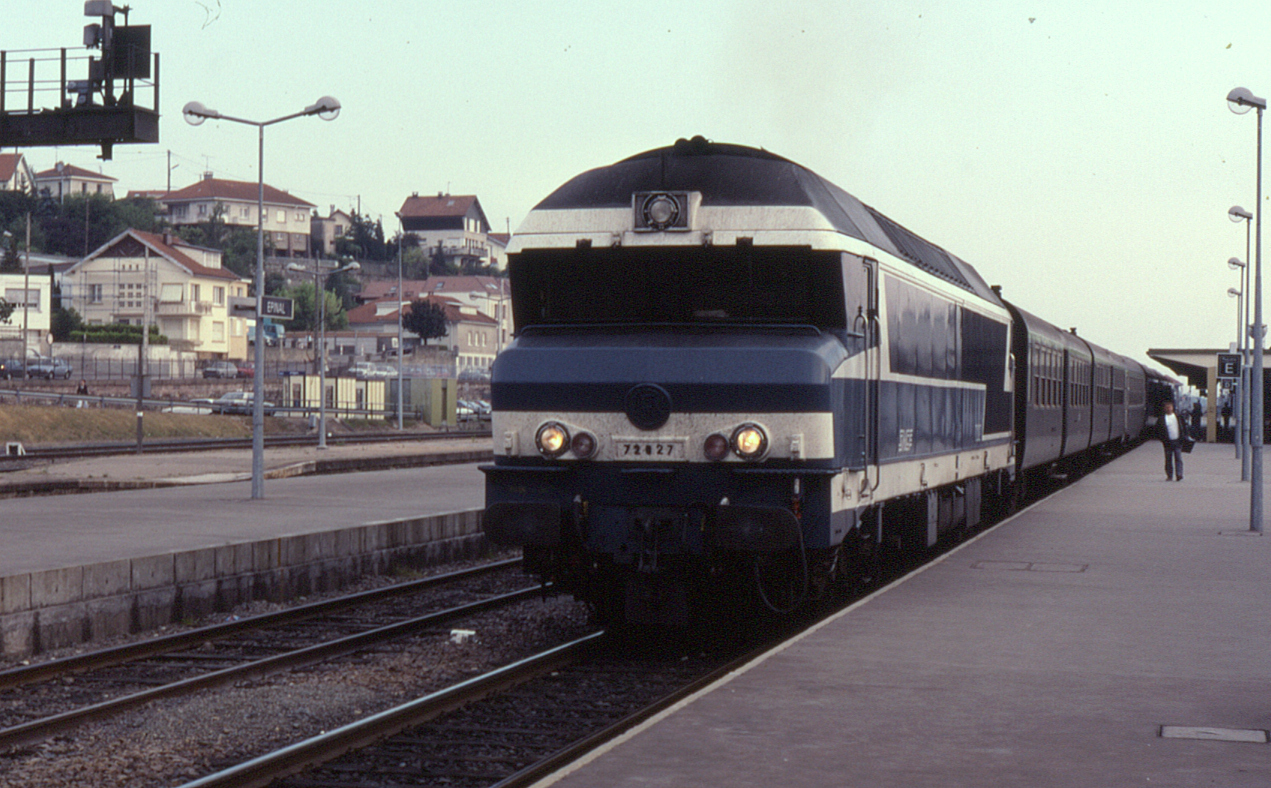
La 72027 en tête d'un train de nuit arrive en gare d’Épinal (juin 1991).
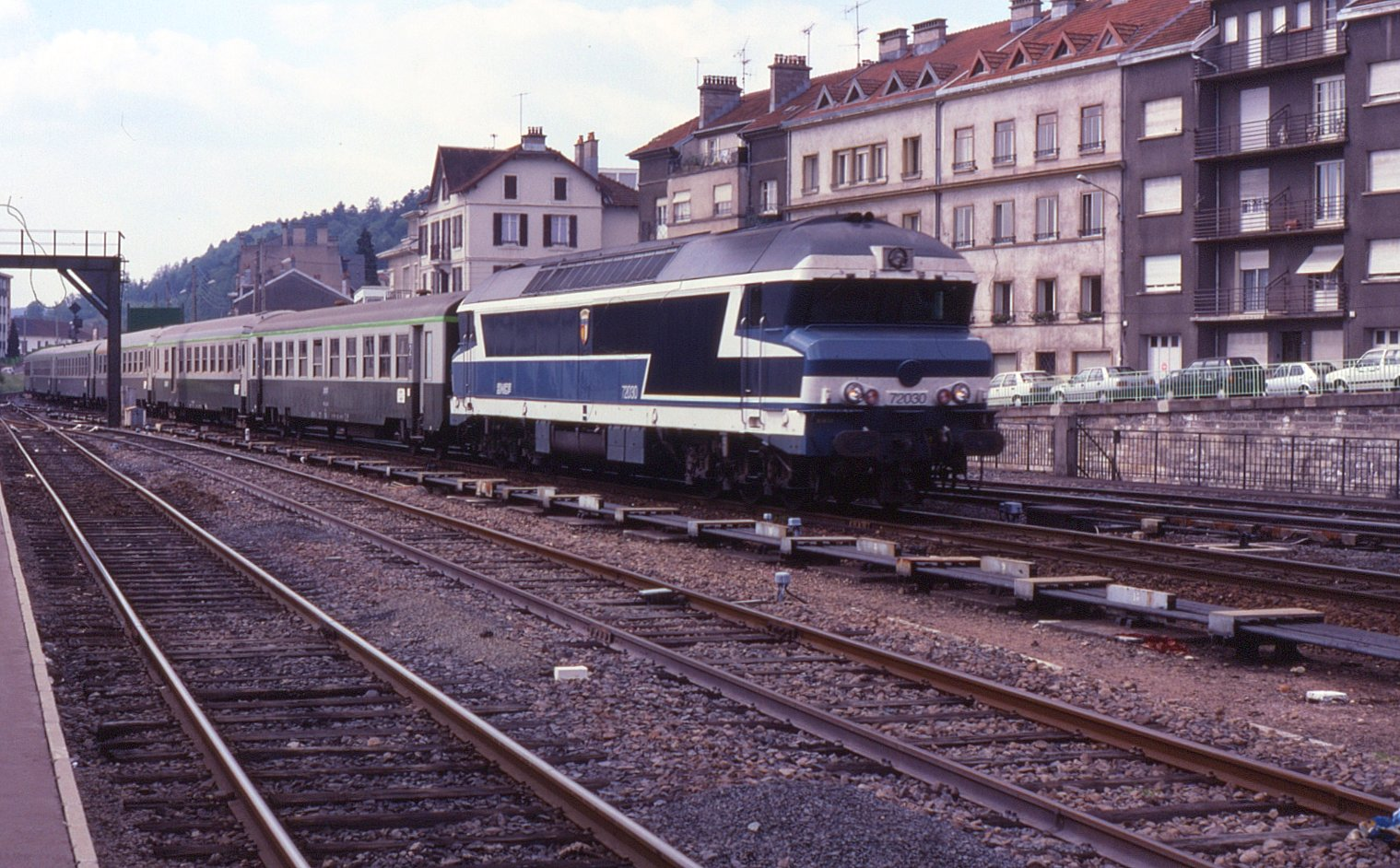
La 72030 arrive en gare d’Épinal (juin 1991).
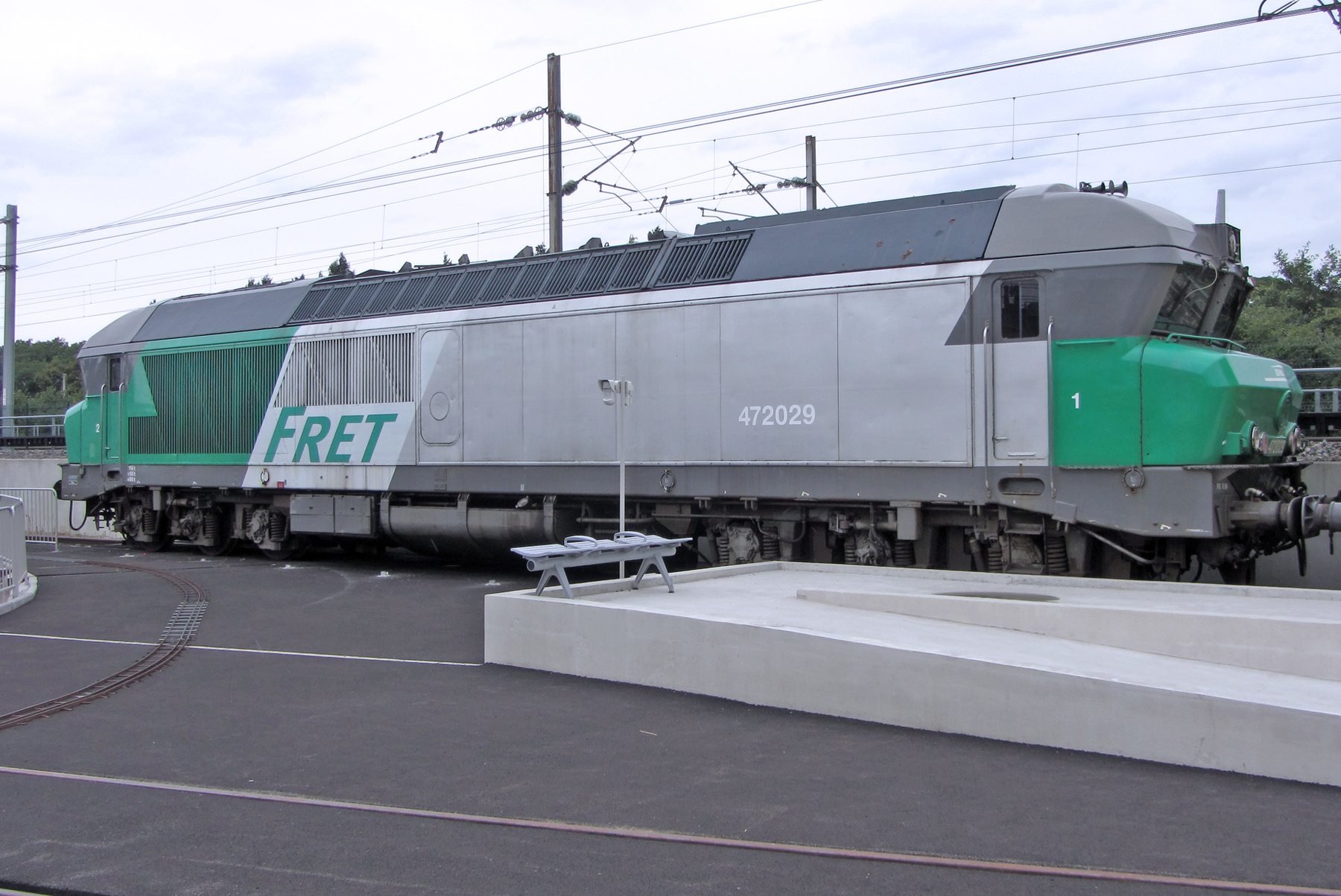
La 72029 en livrée Fret à la cité du train de Mulhouse.
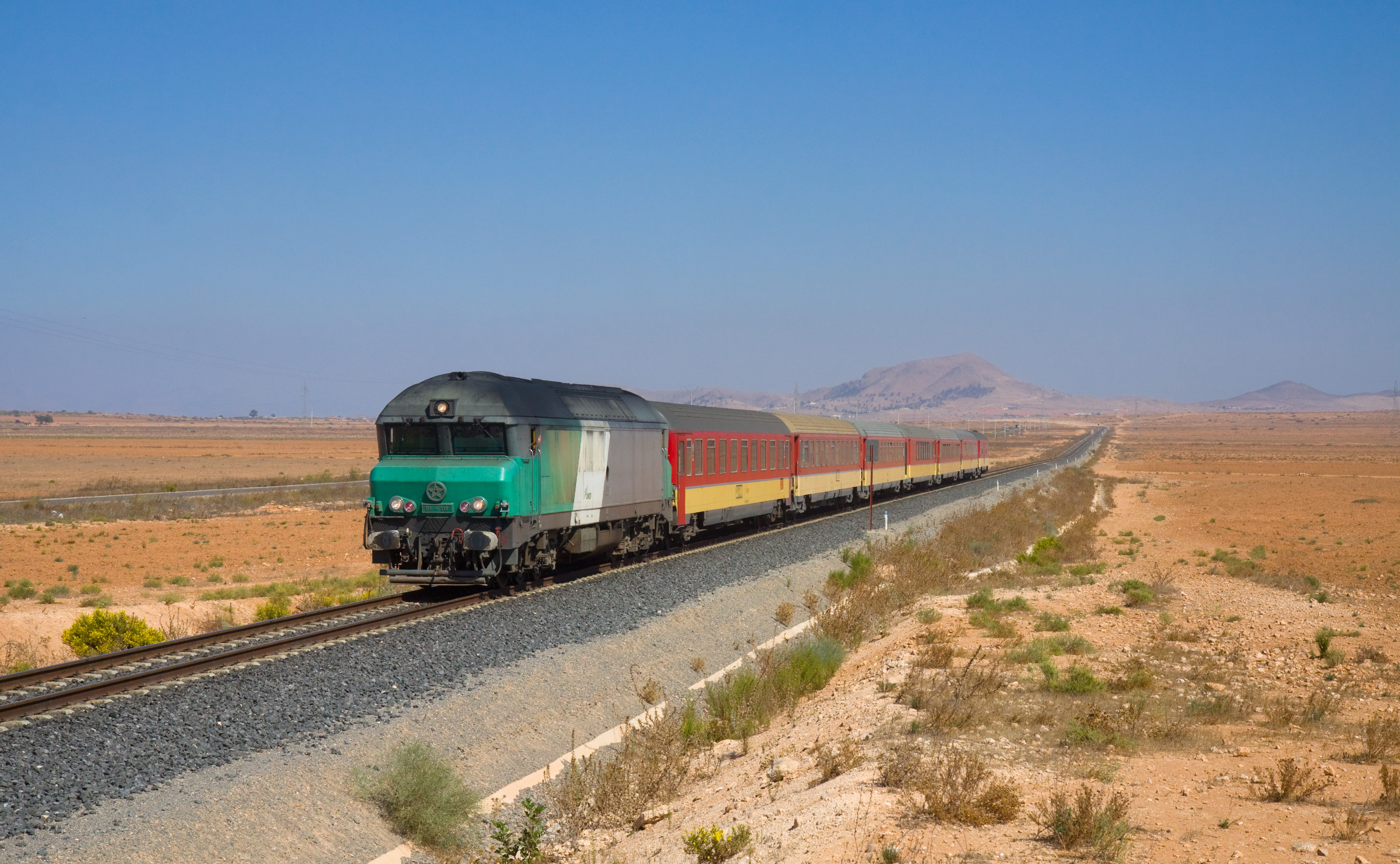
Une 72000 encore en livrée Fret des chemins de fer marocains.
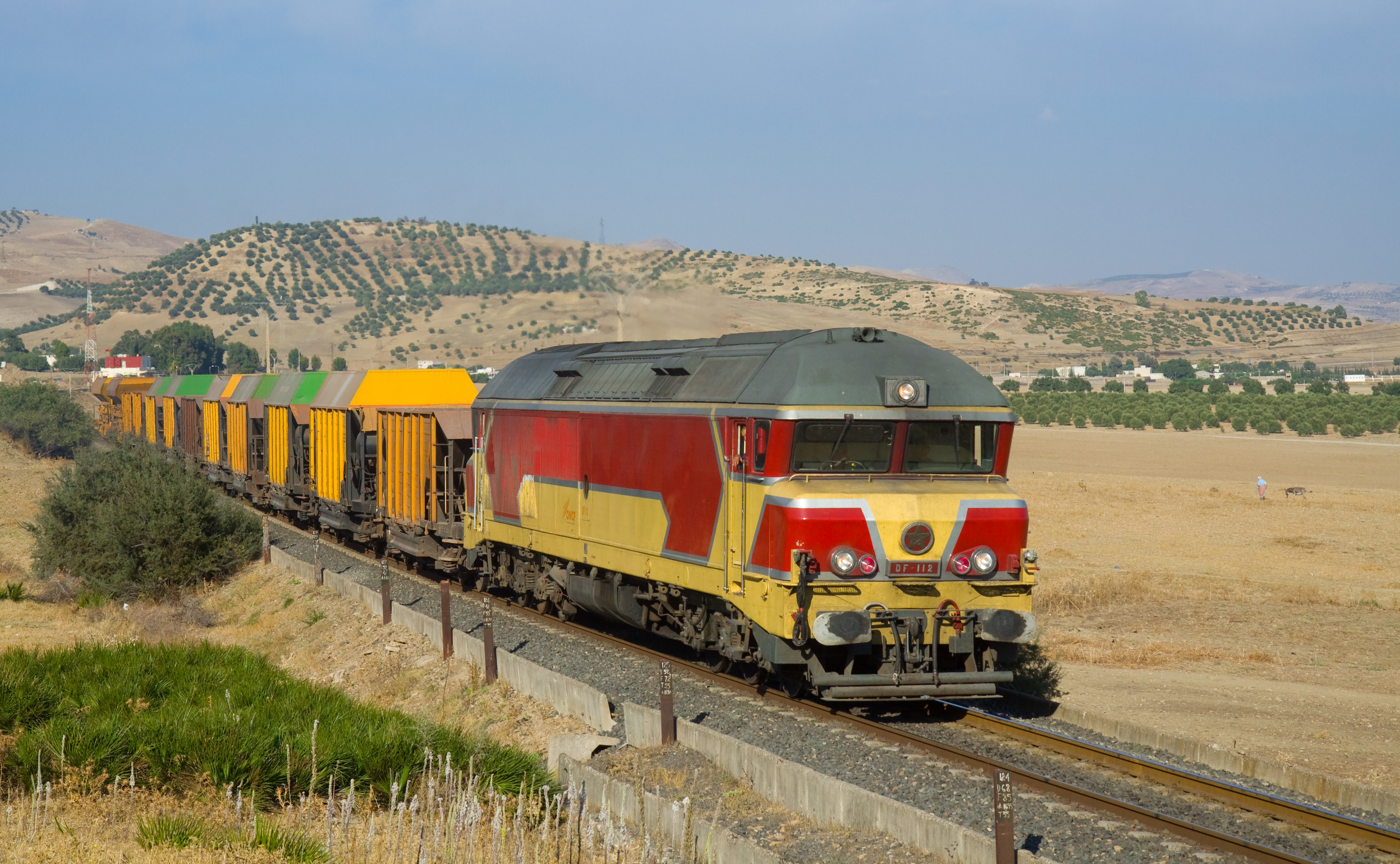
La DF 112 des chemins de fer marocains.
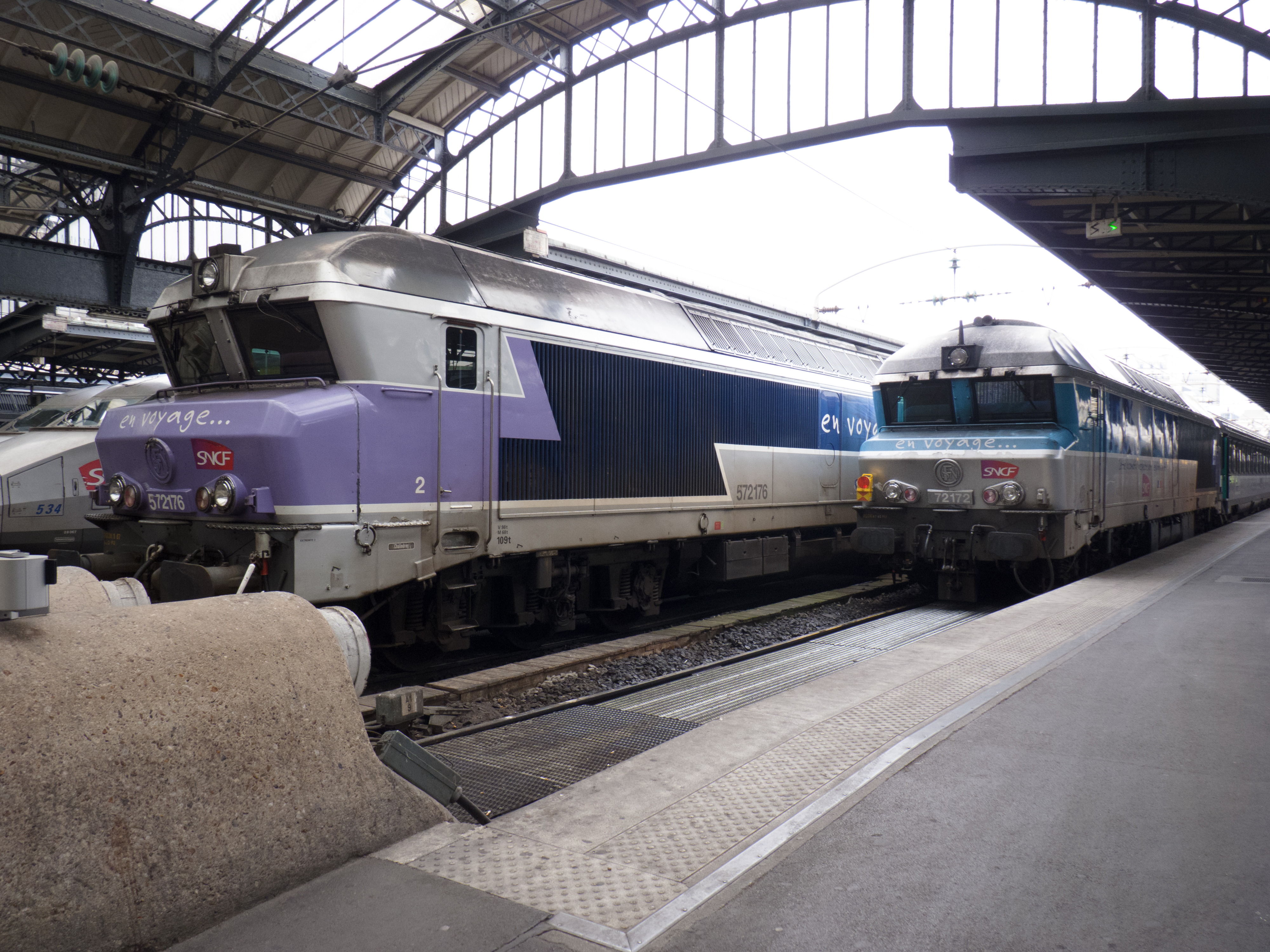
La 72172 et la 72176 livrée En Voyage à Paris-Est.
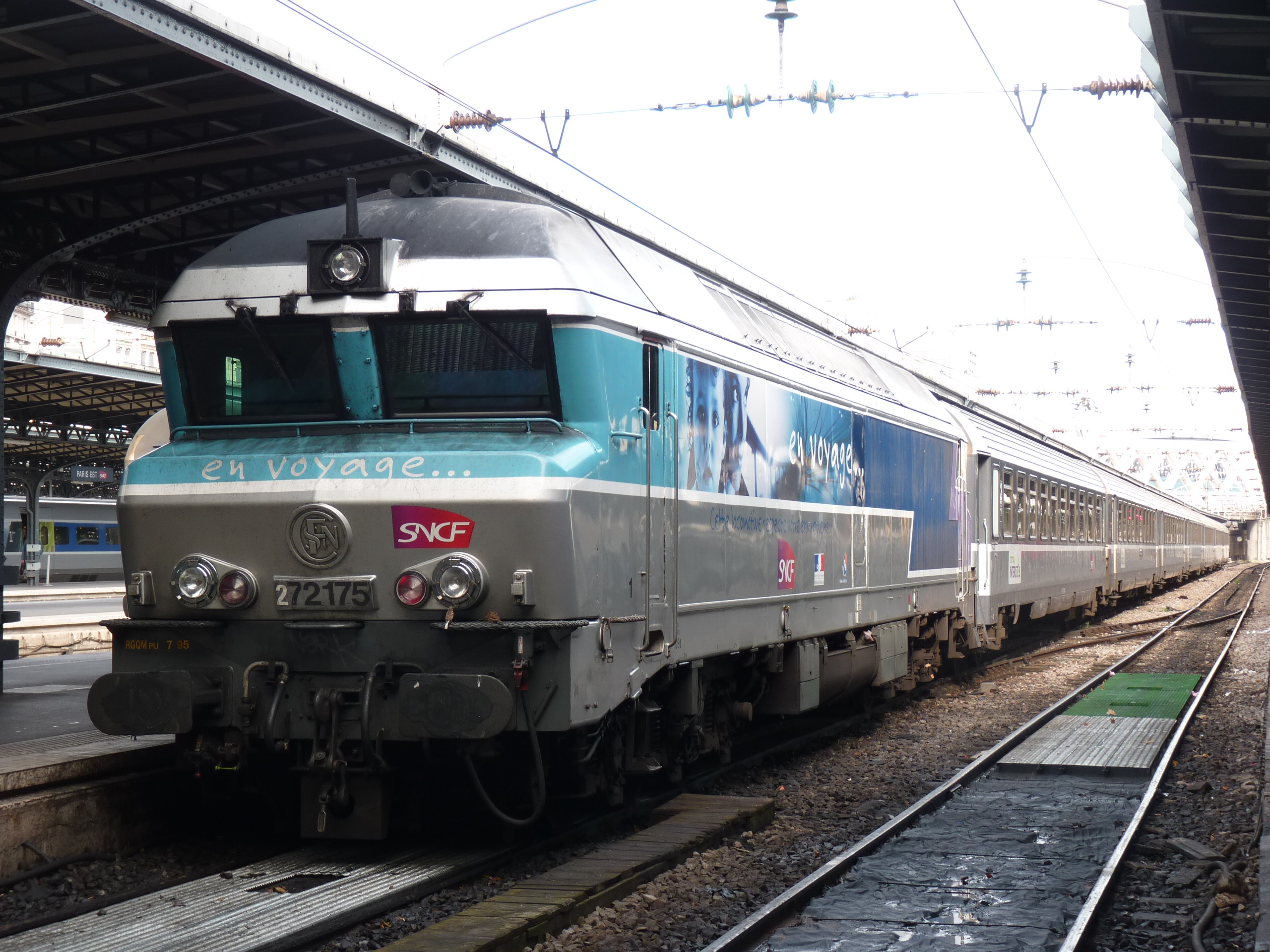
La 72175 en livrée En Voyage en tête d'un Corail à Paris-Est.